# Cleaner Production
Cleaner Production bezeichnet vorsorgenden, betriebsspezifischen Umweltschutz. Durch die Analyse betrieblicher Material- und Energieströme versucht man, Abfälle, Abwasser und Emissionen an ihren Anfallort zurückzuverfolgen und so Ansatzpunkte für innerbetriebliche Verbesserungsmaßnahmen in industriellen Prozessen herauszuarbeiten (Energie- und Stoffstrommanagement, Materialflussanalyse, Stoffstromanalyse). Organisatorische und technische Verbesserungen sollen helfen, Rohstoffe und Energieströme möglichst gut auszunutzen und Abfälle, Abwasser, Abgase weitestgehend zu vermeiden. Dabei handelt es sich beispielsweise um folgende Maßnahmen: Dokumentation von Verbräuchen über längere Zeiträume und Analyse der Varianz, Kennzahlenbildung, Benchmarking und Controlling, gezielte Auswahl von Roh- und Hilfsstoffen, besonders biogener Rohstoffe und Energieträger, Standzeitverlängerung von Hilfsstoffen und Prozessbädern, verbesserte Planung, Regelung und Automatisierung, Wiederverwendung von Abfällen, neue, abfallarme Verfahren und Technologien.
Das Konzept entstand aus der Vorbereitung und unmittelbar nach dem Rio Summit als Programm von UNEP (United Nations Environmental Programme) und UNIDO (United Nations Industrial Development Organization) unter der Führung von Jacqueline Aloisi de Larderel, früherer Assistant Executive Director von UNEP. Das Programm zielte darauf ab, die Umweltauswirkungen der Industrie zu reduzieren. Es hat international bisher mehr Unterstützung gefunden als alle anderen vergleichbaren Programme. Die Programmidee wurde beschrieben als „...to assist developing nations in leapfrogging from pollution to less pollution, using available technologies“. Ausgehend von der einfachen Idee, mit weniger Abfall zu produzieren wurde Cleaner Production zu einem Konzept weiterentwickelt, die Effizienz von Produktion generell zu steigern. Die UNIDO betreibt seit 1994 ein National Cleaner Production Center Programm mit Zentren in Zentral- und Südamerika, Afrika, Asien und Europa.
In Österreich wurde 1992 eine Cleaner Production-Initiative durch das BMVIT (Bundesministerium für Verkehr, Innovation und Technologie) gestartet. Diese führte zu den Initiativen PREPARE und Ökoprofit. In Deutschland existiert seit 1999 die Initiative PIUS (Produktionsintegrierter Umweltschutz). Seit 2001 bietet das Umweltbundesamt in Deutschland (UBA) über „cleaner production germany“ ein Internetportal an, welches der Forderungen der Agenda 21 entsprechend den internationalen Umwelttechnologietransfer zum Ziel hat und sich durch seine konsequente Zweisprachigkeit (deutsch/englisch) gleichermaßen an deutsche wie an ausländische Nutzer richtet. Insbesondere soll über kontinuierlich eingestellte Projektberichte über praxisrelevante Forschungsvorhaben im Umweltbereich der Zugang zu technischen und organisatorischen Lösungen im Bereich des betrieblichen Umweltschutzes sowie zu deutschen Ansprechpartnern verbessert werden. Über die Navigation in den Technologiebereichen (von A wie Abfalltechnik bis T wie Trinkwasseraufbereitung) sind Informationen zu mehr als 1.500 Praxisbeispielen zum Stand der Technik vorzufinden. Darüber hinaus werden Informationsangebote zu den Themen: Behörden, Beratung, Forschung, Internationale Zusammenarbeit, Verbände, Außenwirtschaft, Förderung und Technologieanbieter bereitgestellt.
Als wissenschaftliche Fachzeitschrift existiert u. a. das Journal of Cleaner Production, in dem Forschungsarbeiten zu dem Thema veröffentlicht werden.